# Incident de Soliman de 2007
El tiroteig de Soliman va ser un incident violent ocorregut el 3 de gener de 2007 a la regió de Soliman, al sud-est de Tunis. La policia nacional va lluitar contra un grup que s'autoanomenava «l'exèrcit d'Assad Ibn Fourat» i considerat com a «criminals perillosos» pel govern. El grup estava involucrat en un tiroteig similar el 23 de desembre de 2006, en un context de terrorisme gihadista i de militància islamista anarquista-insurreccional.
Presentada inicialment com un afer de gran bandolerisme, un fenomen poc comú al país, la premsa tunisiana i internacional va apuntar ràpidament la connexió del grup amb el terrorisme islamista de tipus salafista establert al Magrib en el context del post-11-S. Aquesta connexió es va veure especialment a la zona veïna d'Algèria, des d'on el grup, compost majoritàriament per tunisians, es va infiltrar.
Segons el politòleg francès Vincent Geisser, aquesta aparició de l'islamisme internacional de tipus violent a Tunísia marca una ruptura amb l'islamisme polític tunisià, reprimit la dècada de 1990 a través del moviment Ennahdha. Aquesta evolució seria, segons Geisser, el resultat de l'«estratègia de repressió sistemàtica dels oponents» que es desenvolupen als marges de partits polítics, permetent justificar l'estratègia en seguretat del govern als occidental.

## Cronologia

### Preparació
Lassaad Sassi va rebre l'aprovació de líders del Grup Salafista per la Predicació i el Combat (GSPC) per infiltrar-se a Tunísia i crear cèl·lules de suport logístic per reclutar i entrenar futurs terroristes. Sassi va convèncer quatre altres tunisians (Mohamed Hedi Ben Khlifa, Zouhair Riabi, Mohamed Mahmoudi i Tarak Hammami) i un maurità (Mohammadou Maqam Maqam, també conegut com a "Chokri") perquè l'acompanyessin. La nit del 22 d'abril de 2006, el grup va travessar la frontera, i va arribar a Jebel ech Chambi després de quatre dies de caminar.
L'endemà, Sassi i Ben Khlifa van anar a Kasserine per agafar provisions. Dies després, Hammami i Mahmoudi van anar a Sfax per trobar un ocultador, però foren detinguts a Kasserine el 27 d'abril per possessió de granades. Ben Khlifa va contactar llavors amb el seu cunyat a Sidi Bouzid per tenir un refugi, però no va tenir èxit. El grup va contactar amb membres d'una cèl·lula salafista a Tunis, va anar a la capital a principis de juny i finalment va trobar un amagatall prop de Hammam-Lif. Durant l'estiu i la tardor, el grup d'uns vint membres va canviar de refugi diversos cops, quedant-se en una zona restringida, i va començar a manufacturar explosius per tal d'atacar preferiblement amb un cotxe bomba contra "infraestructures vitals" de la República, "objectius simbòlics", "interessos estrangers" i "famosos tunisians i estrangers."
Uns quinze membres d'una cèl·lula salafista a Sussa, de principalment entre 25 i 30 anys, creient que la policia els havia trobat, van refugiar-se en una cova a les muntanyes d'Ain Tbornog, a l'altura de Grombalia, a finals del novembre de 2006. A principis de desembre, els diversos grups es van reunir i Sassi fou proclamat "emir" de la cèl·lula. El campament era a una caminada de cinc hores des de la carretera més propera, amb lluitadors vigilant l'amagatall d'Hammam Chott on es guardaven els explosius, menjar i diners.

### Primer enfrontament
Segons el diari Le Figaro, tot va començar el 23 de desembre a dos quarts de set de la tarda a l'entrada de Borj Cédria, una localitat al sud de Tunis.

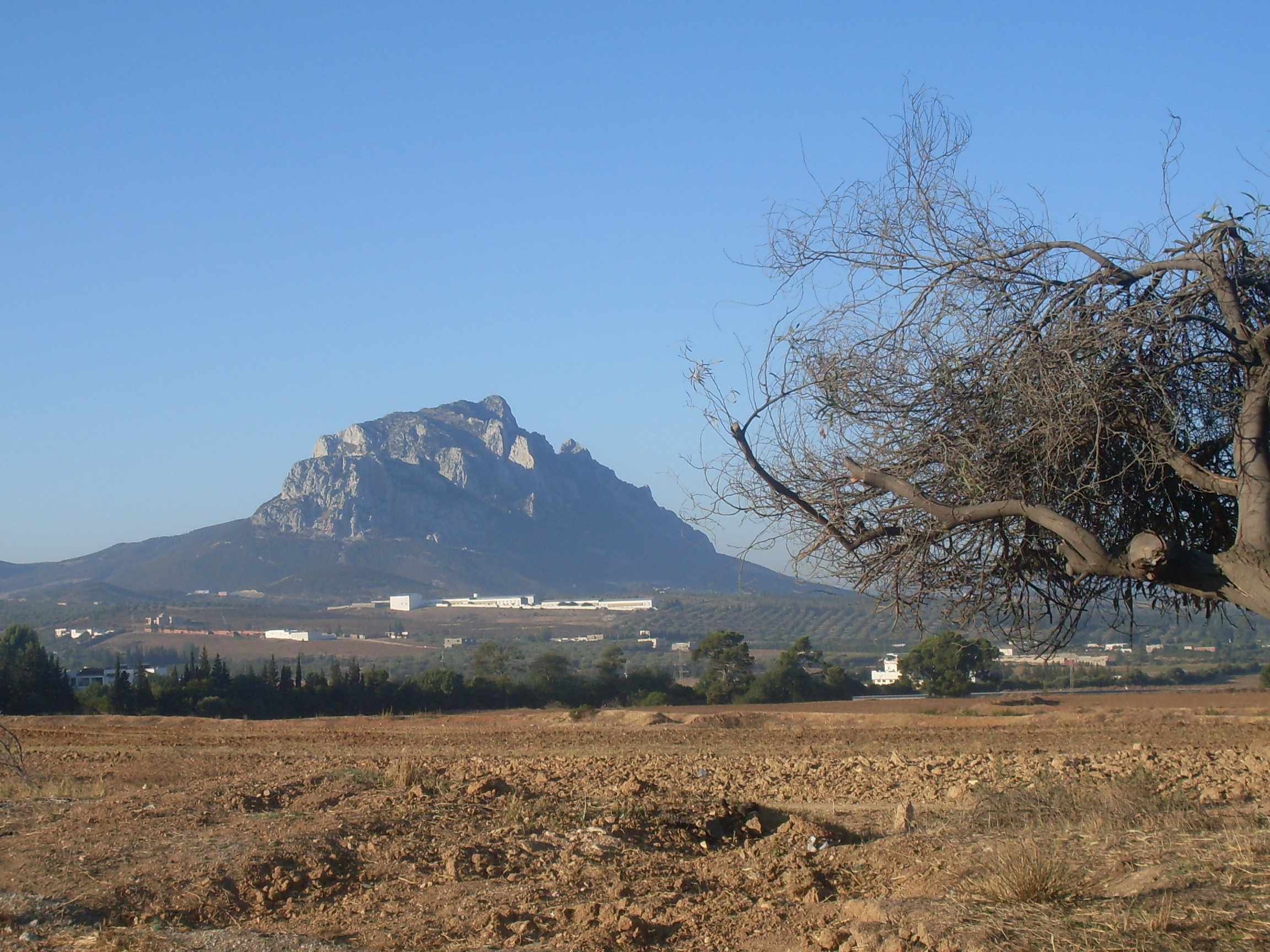
Les muntanyes de Djebel Ressas, on el grup va retirar-se inicialment

Els ocupants d'un cotxe de lloguer van negar-se a passar un control de la Guàrdia Nacional, que va començar a perseguir el vehicle. Els fugitius van refugiar-se a una ciutat a la localitat de Bir El Bey, on es van trobar amb companys armats. Es va produir el primer intercanvi de foc, en què dos membres del grup foren abatuts i dos altres foren detinguts mentre que dos agents foren ferits, un dels quals greument. Segons fonts properes a la investigació, la detenció hauria estat d'Osama Hajji, un salafista relacionat amb membres de la cèl·lula de Sussa, que va posar la policia a la pista del grup. La policia va envoltar llavors el refugi d'Hammam Chott, on els militants van obrir foc.
Després de diverses hores de tiroteig, es van ferir tres policies, dos militants havien mort (incloent-hi Zouhair Riabi) i un tercer havia estat detingut, mentre que un últim havia aconseguit escapar-se'n. Els altres membres del grup van poder escapar-se i retrocedir a la serralada boscosa de Djebel Ressas. Mentrestant, la policia va trobar provisions abundants i armes a la casa abandonada, va demanar reforços, tropes elits i forces armades, amb el suport d'helicòpters, i va començar a rastrejar la zona.
Alhora, es va desplegar una força especial, que incloïa la policia, la Guàrdia Nacional i l'exèrcit tunisià, a l'autopista de la costa de Tunísia que connecta Tunis amb el sud del país, i es van establir controls policials a les entrades de les ciutats més importants del país. També se'n van fer en establiments sensibles com hotels. El dia següents, una comunicació de l'agència de notícies oficial Tunis Afrique Presse parlava d'un enfrontament entre la policia i "un grup de criminals perillosos". La major part de diaris tunisians, entre els quals Al Chourouk i Le Quotidien, van publicar immediatament una notícia relacionada amb el tràfic internacional d'armes o drogues. Alguns mitjans privats, com Essarih i Assabah, van fer la hipòtesi que es tractava d'un grup terrorista. D'altra banda, les fonts properes al poder privat admetien que l'enfrontament implicava islamistes tunisians, algerians i mauritans que arribaven d'Algèria. El diari Al-Hayat va confirmar que "aquests homes armats s'han infiltrat al país des d'Algèria."

### Operació
El 28 de desembre l'exèrcit va llançar una operació a les muntanyes d'Ain Tbornog. Tanmateix, se'n va donar una alerta i Sassi va ordenar que els seus combatents es preparessin per resistir. Van aconseguir frenar la policia fins al vespre mentre els helicòpters que sobrevolaven la zona no els podien localitzar. De nit, el grup va retrocedir a una altra muntanya, i l'endemà, en començar un nou assalt, Sassi va dividir les forces en quatre grups: els dos últims, de dotze homes, havien de retornar a Sussa i els dos primers, també de dotze homes, havien de refugiar-se a Tunis. Sense experiència ni armes, gairebé tots els membres dels tres últims grups van ser capturats per la policia al llarg de les següents hores i dies. Un d'ells es va explotar en ser detingut, matant un agent, mentre que un altre va morir en circumstàncies poc clares.
El matí del 31 de desembre es van sentir trets a Bab Saadoun, prop del jutjat de Tunis. Segons fonts de l'oposició tunisiana, diverses comissaries i casernes de la gendarmeria van ser l'objectiu dels atacs a la regió de Kairuan, amb l'objectiu d'aconseguir armes. Tanmateix, aquesta informació no es podria confirmar més endavant.
Només els membres del grup de Sassi van arribar al poble de Soliman cinc dies després. Sassi va morir durant un tiroteig, probablement el 3 de gener. Rabia Bacha, acompanyat per Chokri, a les quatre de la matinada del primer de juny, va anar al districte on vivien els seus pares. Quan Bacha es disposava a entrar a casa, la policia que era dins de la casa del davant va obrir foc. L'intercanvi de foc va durar entre dues i tres hores segons la font. Un cop Bacha i Chokri foren morts, les forces policials van llançar un assalt final contra la resta del grup, Ben Khlifa, Sahbi El Masrouki, Makram Jrid, Mehdi El Mejri i Riadh Miri, que esperaven els dos homes en una casa a l'entrada de la ciutat. Segons un testimoni de l'Agence France-Presse, un d'ells s'hauria rendit al grup de cinc homes i quatre altres van morir durant enfrontaments amb la policia, que hauria emprat un tanc segons un testimoni anònim. Un vídeo amateur enregistrat durant els esdeveniments mostra un Fiat 6614 de l'exèrcit tunisià.
El diari Al Chourouk va atribuir la intensitat dels tirotejos a la possessió d'armes del grup, incloent-hi "metralladores i llançacoets de tipus RPG", juntament amb la "presència de membres ben entrenats o fins i tot entrenats per combat, i l'ús d'armes que alguns feien." A més, membres del grups podrien haver fet servir armilles antibales.